# Keglebjerg (Lyksborg)
Keglebjerg (på tysk Kegelberg) er en lille omtrent 400 m lang og op til 28 m høj kegleformet bakke beliggende i byen Lyksborg i det nordøstlige Sydslesvig. Højden er delvis skovklædt. Her findes bl.a. bøg, eg, gran og douglasgran. Skoven dækker et areal på omtrent 1,8 hektar. På Keglebjerget holdtes tidligere fugleskydning, deraf har også de to nærliggende Fuglesøer deres navn. Bakken er første gang nævnt 1781.
Fredskov, Jomfrubjerg og Keglebjerg indgik i den danske tid i det lyksborgske skovdistrikt med 469,5 tdr land.